# Barravaite
Barravaite es un lugar español situada en la parroquia de Lamela, del municipio de Silleda, en la provincia de Pontevedra, Galicia. Según el padrón municipal en 2021 tenía 26 habitantes.[cita requerida]

## Demografía
| Gráfica de evolución demográfica de Barravaite entre 2000 y 2021 |
|                                                                  |
| Datos según el nomenclátor publicado por el INE.                 |